# Рикасоли, Беттино
Бетти́но Риказо́ли (итал. Bettino Ricasoli; 29 марта 1809, Флоренция — 23 октября 1880) — барон, итальянский политик и государственный деятель, дважды становился премьер-министром Италии, причём, оба раза его сменял придерживающийся левых взглядов Урбано Раттацци.

## Биография
Беттино Рикасоли родился в провинции Тоскана в городе Флоренция.
Беттино занимался сельским хозяйством в своем родовом имении Бролио, близ города Сиены, но после вступления Пия IX на папский престол выступил на поприще общественной деятельности и скоро сделался признанным лидером умеренно-либеральной партии в Тоскане. Рикасоли предложил великому герцогу Леопольду Второму план реформ, делая акцент на свободе слова, но план Беттино не был принят.
Позднее Рикасоли был избран гонфалониером (мэром) Флоренции. В 1848 году избирается депутатом в тосканскую палату. Одновременно с депутатской деятельностью основал газету «Patria». В 1849 году он был членом временного правительства, но обманул общие ожидания, став на сторону не республиканцев, а сторонников реставрации Леопольда II.
Когда реставрация состоялась, но направление деятельности правительства оказалось не соответствующим желаниям Рикасоли, он, на некоторое время самоустранился от политики. Однако, в 1857 году Беттино опять начал принимать деятельное участие в публицистике и вновь пытался повлиять лично на великого герцога, убеждая его заключить союз с Пьемонтом и восстановить конституцию.
В 1859 году Рикасоли, после бегства Леопольда, был главой временного правительства и способствовал включению Тосканы в состав Италии. Когда оно совершилось, Виктор Эммануил II назначил его генерал-губернатором Тосканы.
С 1860 году был депутатом в итальянском парламенте.
После смерти Камилло Бензо ди Кавура Рикасоли составил министерство, в котором взял себе портфель иностранных дел, временно также военный и потом внутренних дел; кабинет продержался 9 месяцев (1861—1862) и уступил место более умеренному кабинету Урбано Раттацци.
С 1866 по 1867 годы Рикасоли вновь был первым министром и провел войну с Австрией; во время войны он противился всяким планам сепаратного, отдельно от Пруссии, мирного договора с Австрией. Когда составленный им проект реформ, в состав которых входила децентрализация управления, разбился, Рикасоли вновь вышел в отставку и вновь его сменил Раттацци.
В палате он продолжал держаться умеренно правых взглядов, но в 1876 году, вместе с левыми, голосовал против Марко Мингетти, чем вызвал его падение. С тех пор он жил преимущественно в своем имении, воздерживаясь от участия в публичной деятельности.
Беттино Рикасоли скончался 23 октября 1880 года в Кастелло-ди-Брольо (ит.).